# Ostrov Karla Alexandra
Ostrov Karla Alexandra (rusky Остров Карла-Александра, známý také jako Země Karla Alexandra) je arktický ostrov v souostroví Země Františka Josefa v Severním ledovém oceánu. Je nejsevernějším ostrovem centrální části souostroví zvané Zichyho země. Na jihu sousedí s Jacksonovým ostrovem a na východě s Rainerovým ostrovem. Jeho rozloha je 329 km² a nejvyšší bod dosahuje výšky 365 m n. m. Většinu ostrova pokrývá ledovcový příkrov. Pojmenován byl rakousko-uherskou severopolární expedicí po rakousko-uherském hraběti Karlu Alexandrovi ze Salm-Hoogstraetenu (1851–1919), který se podílel na jejím financování. Na severozápadním pobřeží se nachází kolonie alkounů malých.

## Sousední malé ostrovy
- U severozápadního pobřeží leží Čičagovovy ostrovy pojmenované po ruském průzkumníkovi Arktidy Pavlu Vasiljeviči Čičagovovi.
- Západně od jihozápadního mysu se nacházejí Pontremoliho ostrovy. Pojmenovány byly podle profesora fyziky Alda Pontremoliho, který zemřel během Nobileho polární expedice v roce 1928.
- U severovýchodního pobřeží se nachází čtveřice malých ostrovů:Torupův ostrov, Solovjevův ostrov, Coburský ostrov a Houenův ostrov.